# Ковёр Лотто

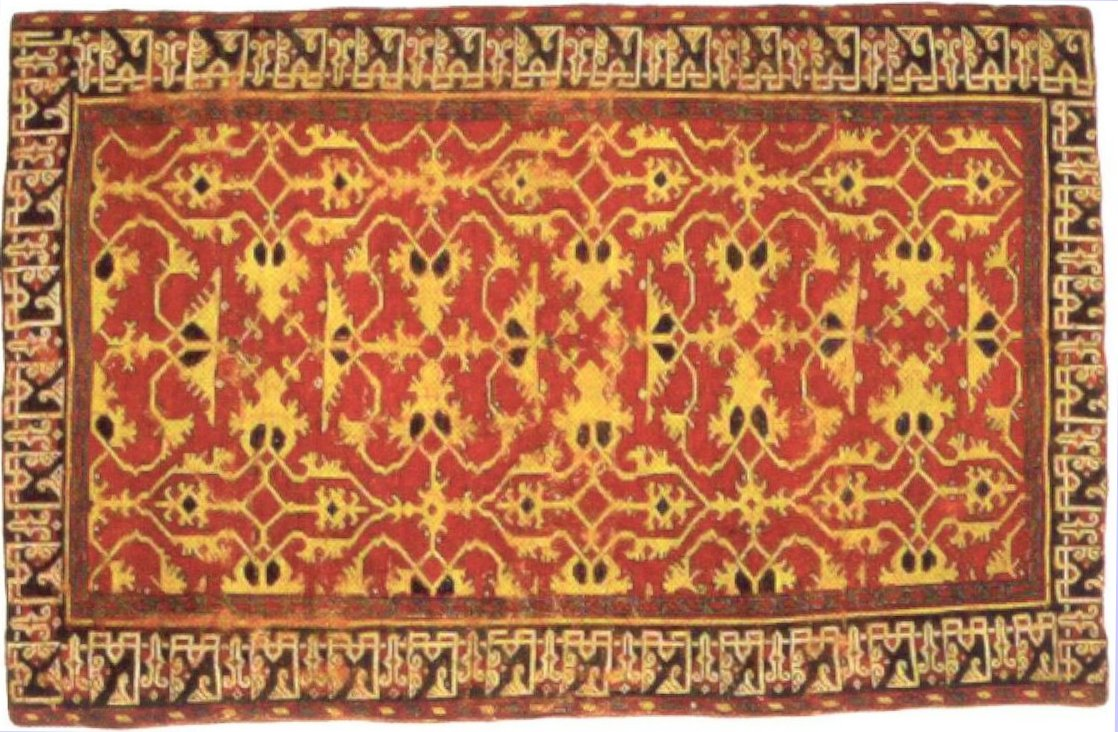
«Ковёр Лотто», Западная Анатолия, XVI век. Художественный музей Сент-Луиса (США).

Ковёр Лотто (англ. Lotto carpet) — узелковые шерстяные ковры ручной работы, эталон которых сформировался в XVI—XVII веках в селениях на побережье Эгейского моря в Анатолии, в Османской империи. Известны копии этого ковра, созданные в различных частях Европы.
Имеет характерный рисунок, кружевные арабески, как правило, жёлтого цвета на красном фоне, часто с включением деталей синего цвета. Название «ковёр Лотто» он получил из-за того, что Лоренцо Лотто, венецианский живописец XVI века часто использовал такие ковры в своих картинах в качестве модели, хотя их можно встретить и в полотнах других художников эпохи Возрождения.
Некоторые исследователи относят «ковёр Лотто» ко второму типу «ковров Гольбейна», названных так в честь художника Ганса Гольбейна Младшего, однако он никогда не писал именно такие ковры, в отличие от Лоренцо Лотто, который создал несколько полотен с ними, хотя и не был первым художником, изобразившим их. Сохранилось документальное свидетельство о том, что Лоренцо Лотто и сам владел таким большим ковром. Несмотря на то, что ковёр Лотто весьма отличается от ковра Гольбейна первого типа, он является развитием этого типа, в котором края украшены арабесками в форме листвы и оканчиваются разветвленной пальметтой. Тип получил широкое распространение и также известен как ушакские арабески, по названию города Ушак на западе Турции. Такие ковры можно увидеть на картинах Бартоломео Эстебана Мурильо и Франсиско Сурбарана XVII века и в голландской живописи XVII—XVIII веков.
В XVI и XVII веках копии «ковра Лотто» появились в Италии, Испании, европейской части Османской империи, и даже в Англии. Есть современные копии, созданные в XX веке.
В России один из «ковров Лотто» представлен в коллекции Эрмитажа в Санкт-Петербурге.

## Галерея

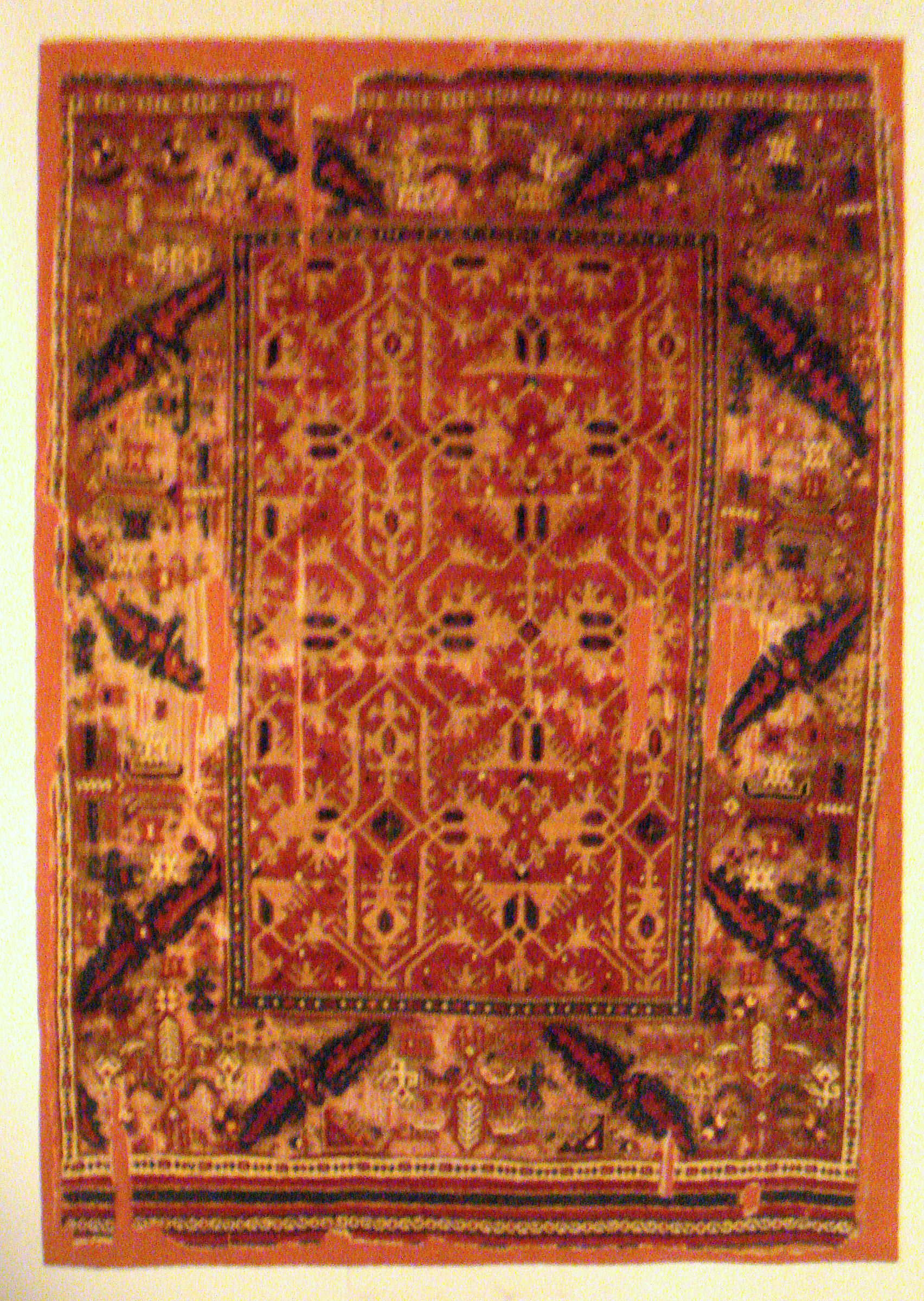
Ковёр Лотто, XVII век
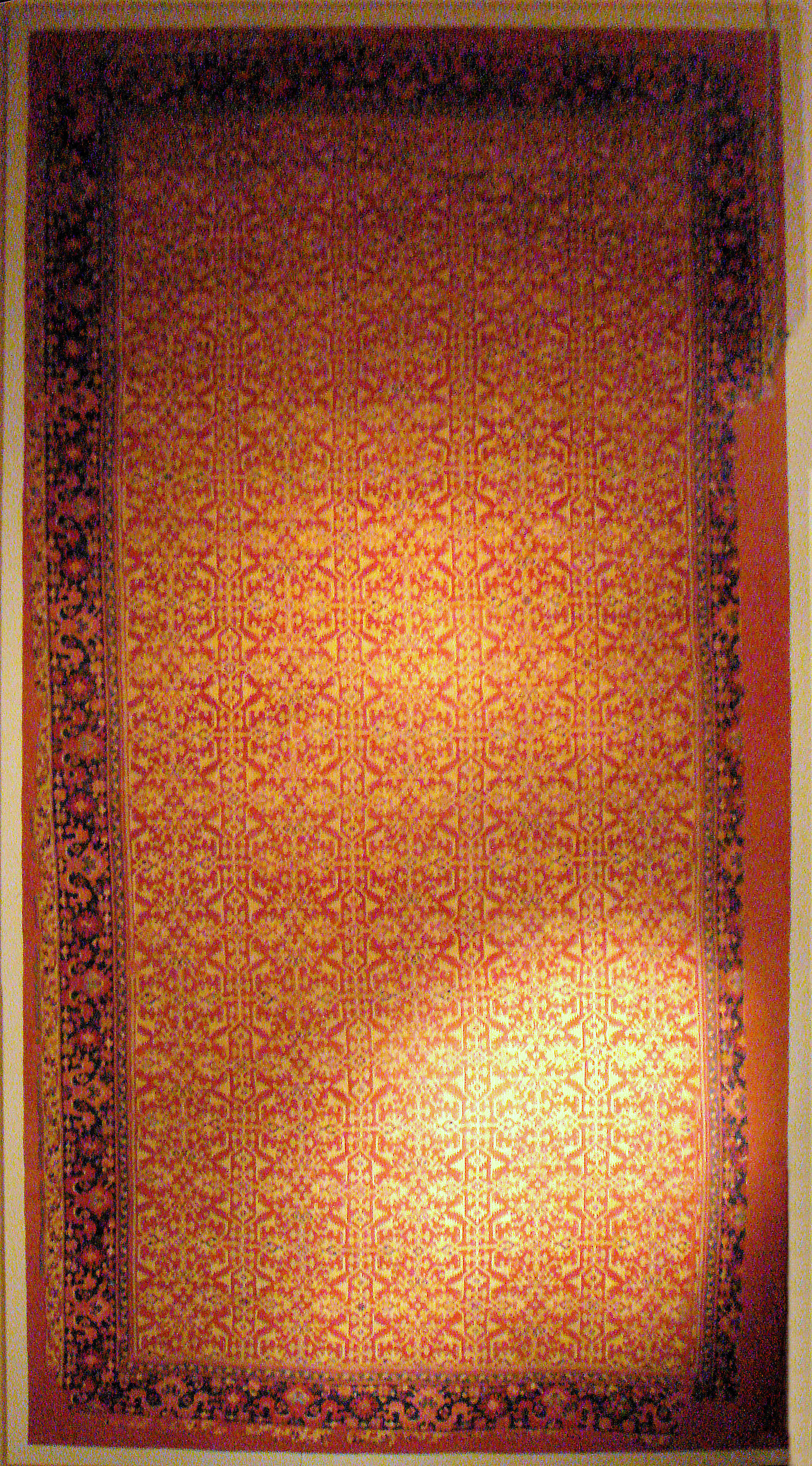
Ковёр Лотто, XVI век
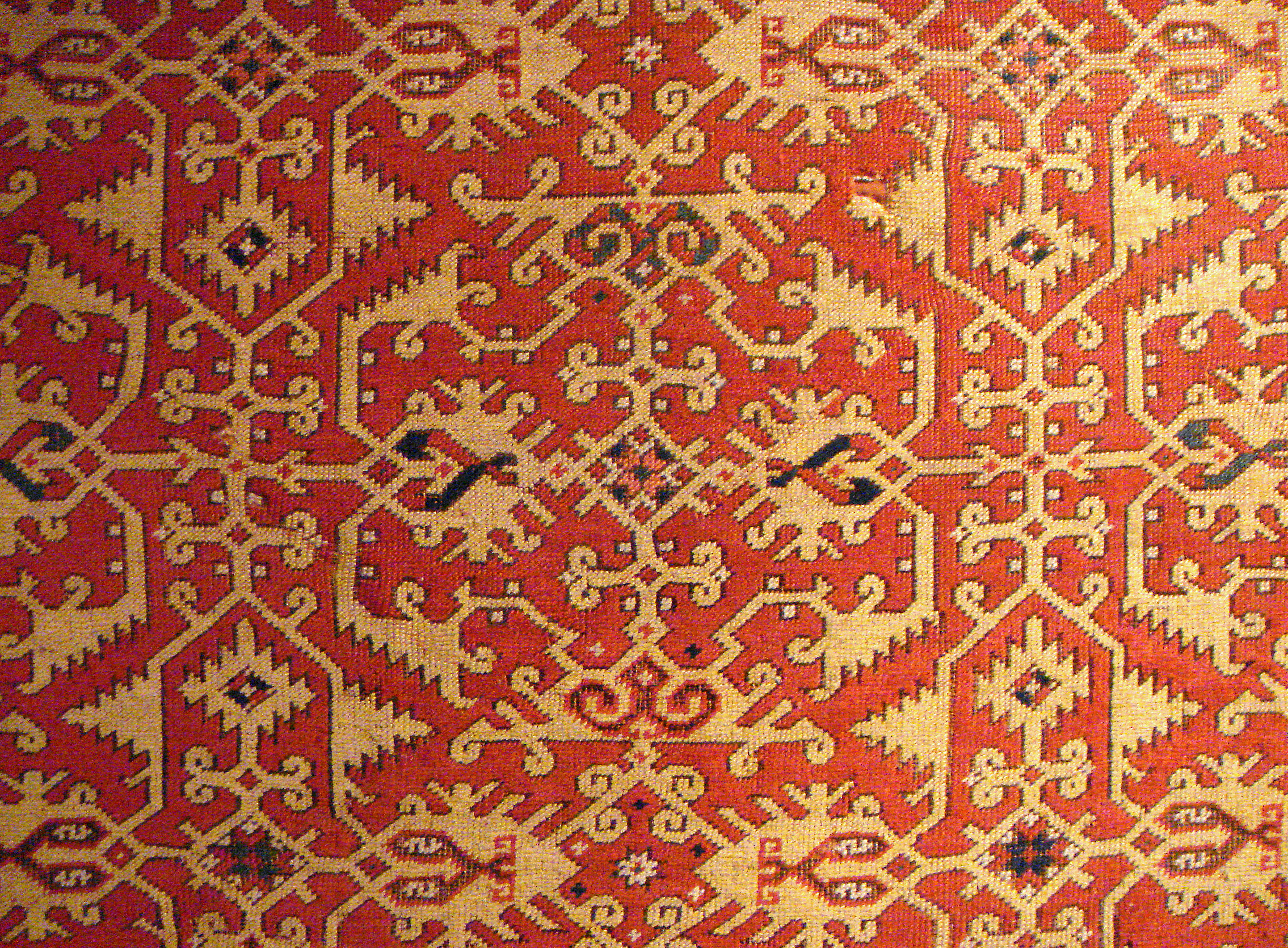
Ушакские арабески на ковре Лотто, XVI век
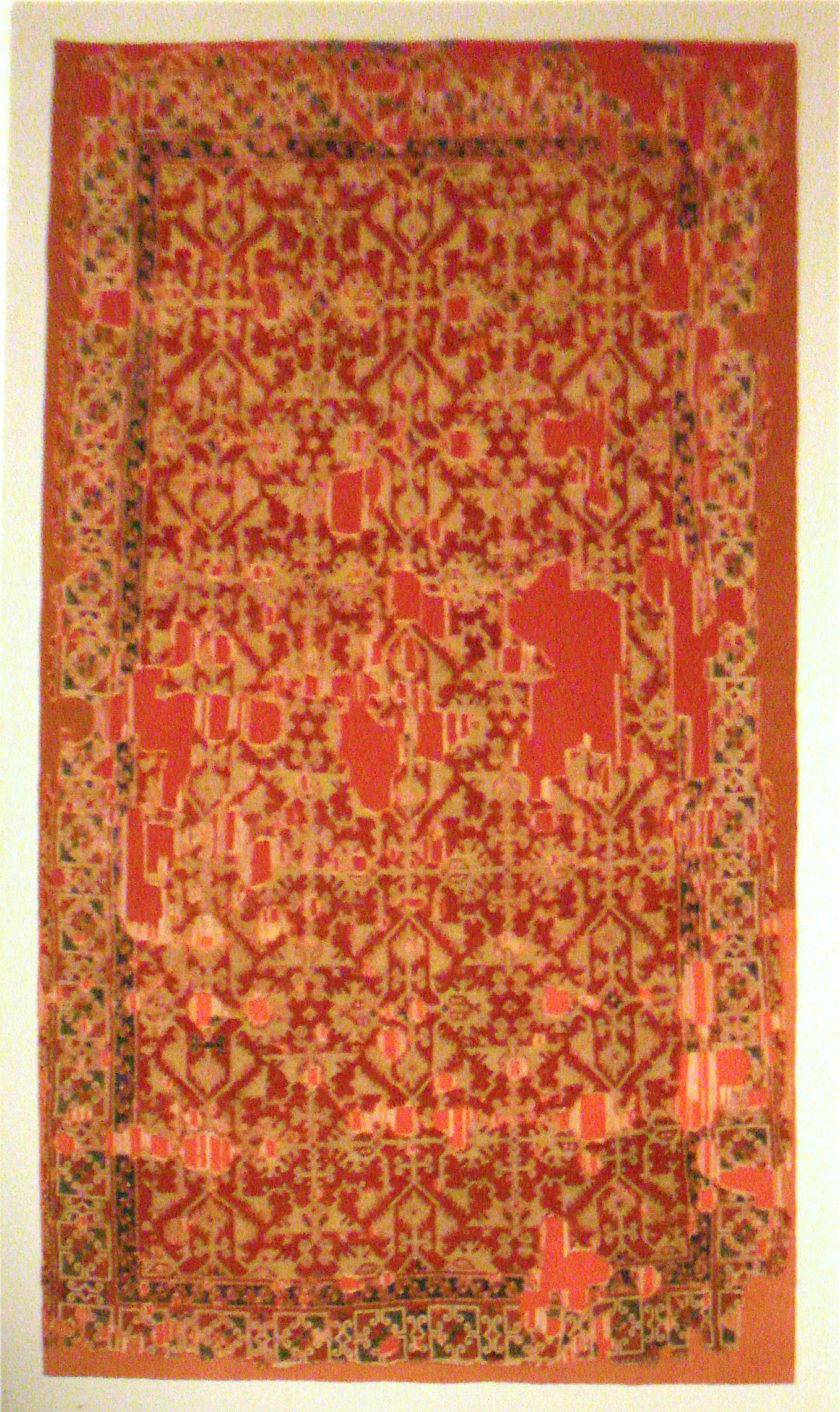
Ковёр Лотто, XVI век
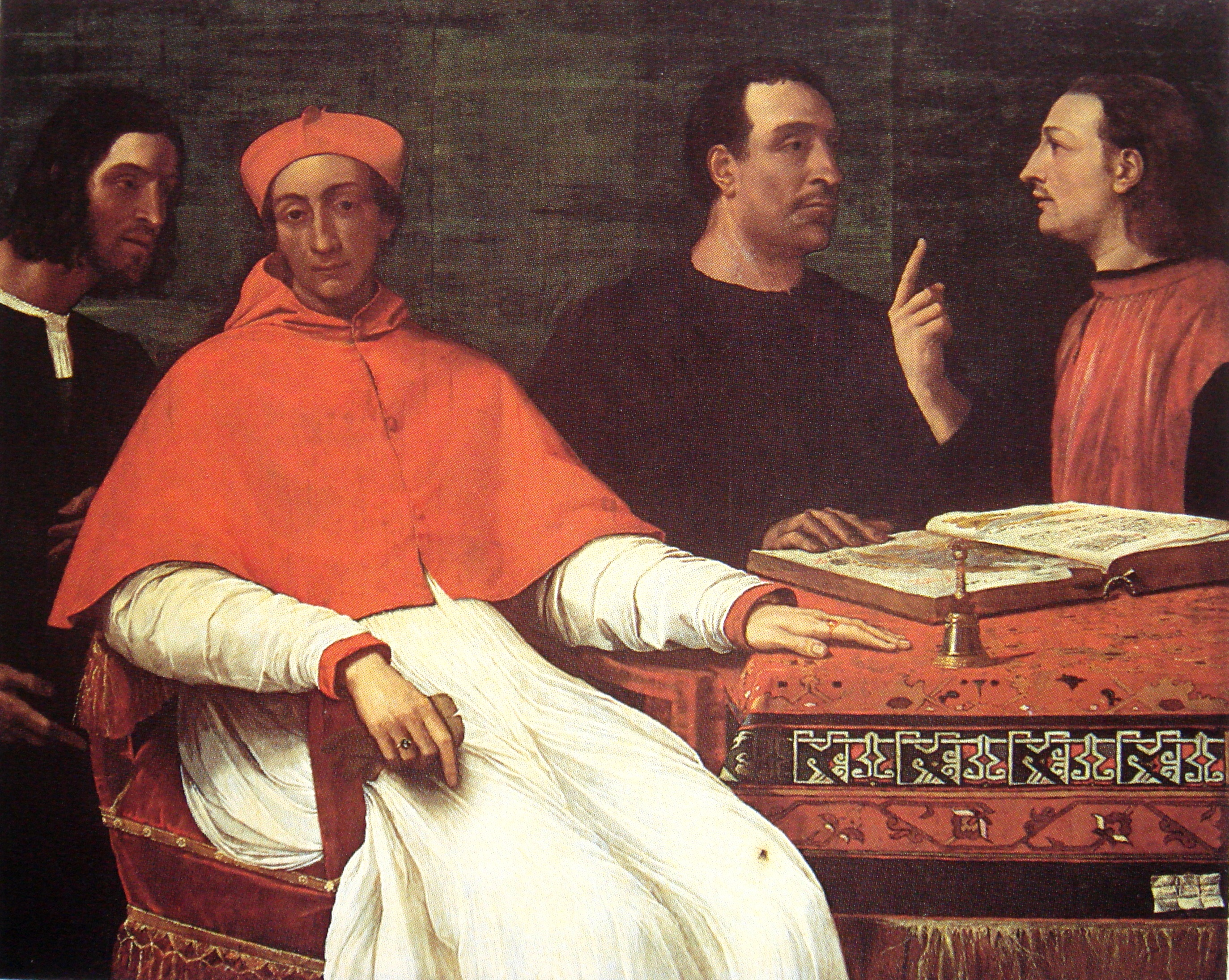
Себастьяно дель Пьомбо. Портрет кардинала Бандинелло Саули (1516)
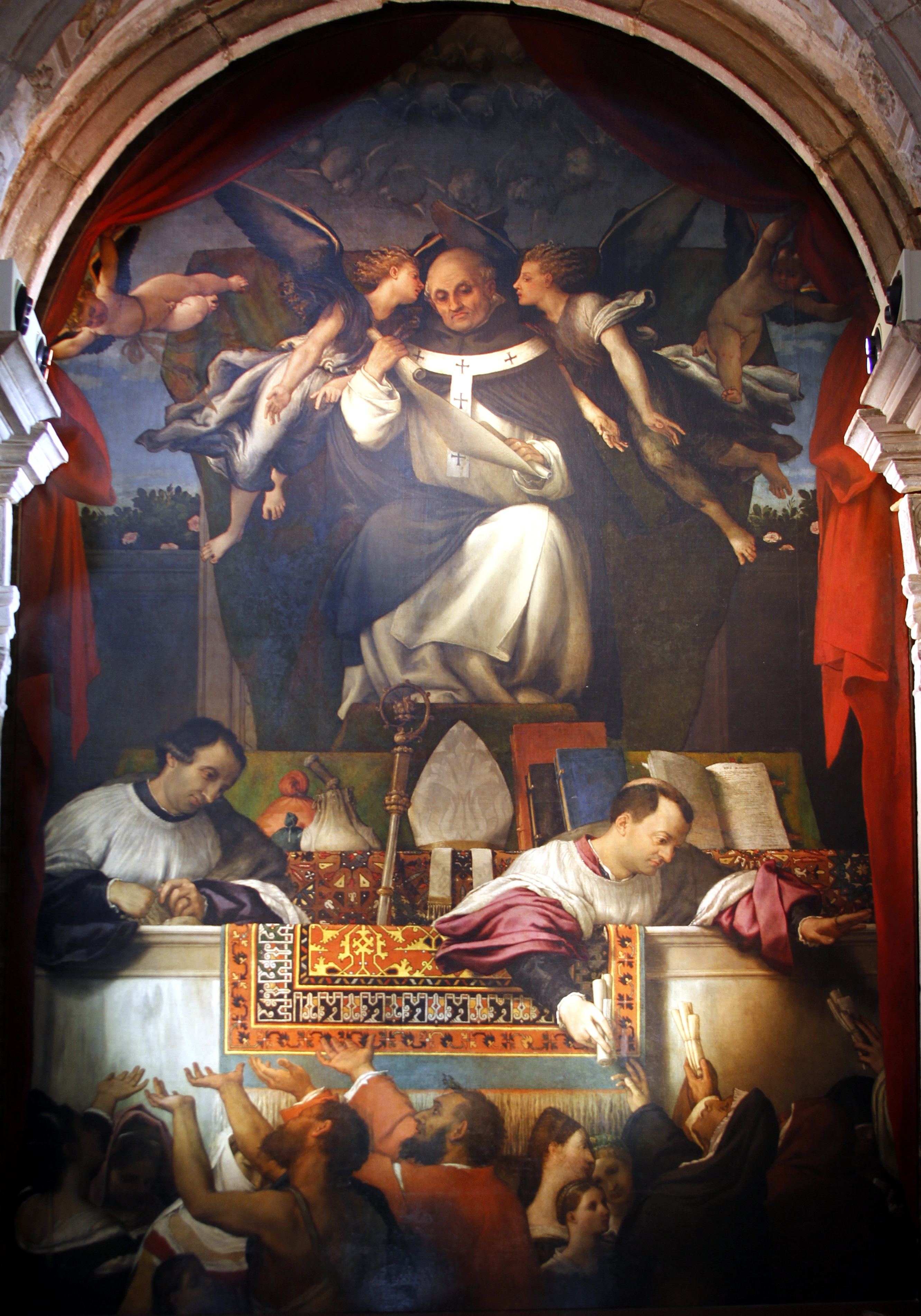
Лоренцо Лотто. Милосердие святого Антония (1542)